# Pterygosomatidae
Pterygosomatidae (лат.) — семейство простигматных клещей из надсемейства Pterygosomatoidea (или Anystoidea; инфраотряд или когорта Anystina). Более 150 видов. Встречаются повсеместно. В основном паразиты ящериц. Древнейшие представители семейства были обнаружены в раннемеловом французском янтаре.

## Описание
Красного цвета клещи микроскопического размера. Длина от 0,16 до 1,30 мм. Тело расширенное, его ширина вдвое больше длины. Лапки с парой коготков.
Известны, в основном, как паразиты ящериц (Agamidae, Iguanidae, Xantusiidae, Eublepharidae, Gekkonidae, Pygopodidae, Tropiduridae). Два вида паразиты членистоногих: Pimeliaphilus podapolipophagus  Tragardh обнаружен на тараканах, а вид Pimeliaphilus isometri Cunliffe найден на скорпионах. Вид Bharatoliaphilus punjabensis Prasad, 1975 — паразит кольчатой горлицы.
В жизненном цикле Pterygosomidae наблюдаются половые различия и выделяют следующие стадии развития: личинка, два типа нимф (nymphochrysalis и собственно нимфа), teliochrysalis, и взрослая стадия у самок; но только личинка, chrysalis и взрослая стадия у самцов (Baker and Wharton, 1952).

## Систематика
13 родов, более 150 видов. Согласно традиционным взглядам семейство Pterygosomatidae принадлежит к когорте Anystina (Krantz, 1978; Kethley, 1982). Однако, ещё Кетли (Kethley, 1982), заметил сходство между этими клещами и представителями когорты Eleutherengona. На трёх диаграммах, показывающих взаимоотношения среди высших таксонов подотряда Prostigmata, предложенных Кетли (Kethley в работе Norton et al., 1993) это семейство выводится из клады eleutherengone. Семейство было выделено в 1910 году голландским акарологом Антоном Корнелисом Удемансом.
- Подсемейство Pimeliaphilinae
  - Bertrandiella — Новый Свет
  - Geckobiella Hirst, 1917[1]
  - Hirstiella Berlese, 1920[1]
    - Hirstiella jimenezi — Мексика, паразит геккона Phyllodactylus bordai[10]

  - Pimeliaphilus
- Подсемейство Pterygosomatinae
  - Bharatoliaphilus Prasad, 1975[11]
    - Bharatoliaphilus punjabensis Prasad, 1975 — Индия, паразит кольчатой горлицы[5]

  - Cyclurobia
  - Geckobia Mégnin, 1878[12][13][14]
  - Ixodiderma
  - Pimeliaphiloides
  - Pterygosoma
  - Scaphothrix
  - Tequisistlana
  - Zonurobia